# Clarkson (New York)
Clarkson è un comune degli Stati Uniti d'America, situato nello Stato di New York, nella contea di Monroe.